# Седьмое небо (ресторан)
«Седьмо́е не́бо» — название комплекса вращающихся ресторанов, расположенного на Останкинской телебашне в Москве. Создан по примеру панорамного кафе на немецкой Штутгартской телебашне. В 1967—1975 годах — самый высокий вращающийся и самый высокий вообще (относительно земли) ресторан в мире; в настоящее время — соответственно третий вращающийся (после телебашен в Гуанчжоу и Торонто) и восьмой по высоте.
Работал с 1967 по 2000 годы, затем после пожара и реставрации повторно открылся в ноябре 2016 года.

## История
9 сентября 1966 года в газете «Вечерняя Москва» было предложено читателям придумать название ресторана на Останкинской телебашне. Материал также перепечатали вечерние газеты других городов, указав, что все варианты направляться будут напрямую в Москву. Было предложено 400 вариантов названия ресторана, среди которых встречались и «Вперёд к Победе», и «Слава Советам». Один читатель прислал на конкурс 77 различных названий. Название «Седьмое небо» предложили многие, но члены жюри конкурса, состоявшие из журналистов «Вечерней Москвы» и Главного управления общественного питания Мосгорисполкома, решили признать победителями пятерых москвичей: Льва Алексеевича Федюшина и других.
В выпуске газеты «Вечерняя Москва» от 19 ноября 1967 года было рассказано о том, как пятеро победителей конкурса посетили ресторан. Каждому из них вручили памятный значок с изображением Останкинской телебашни и карточку с правом посещения по предварительному звонку, а также угостили ужином, состоявшим из фирменного напитка «Высота», сковородочки с жареной курицей, залитой яйцом, кофе и мороженого.
В 1967 и 1968 годах посетителями ресторана были только правительственные делегации. Для посетителей Останкинской телебашни ресторан распахнул свои двери только в 1969 году.
7 ноября 1967 года ресторан посетили руководители СССР Никита Подгорный, Алексей Косыгин, Леонид Брежнев.
Ресторан состоял из трёх залов: «Бронзового», «Серебряного» и «Золотого», занимающих три отдельных этажа на высотах 328—334 м над землёй.
В каждом зале были предусмотрены 24 четырёхместных столика, расположенных вдоль панорамных окон по окружности с радиусом 9,2 метра. Общая площадь залов — 600 м², ширина каждого из трёх залов составляет 2,5 метра. Максимальная вместимость каждого уровня — не более 80 человек, в связи с чем места бронировались строго заранее.
После своего официального открытия в 1967 году он стал самой высокой (относительно уровня земли) организацией советского общепита, а также одной из самых дорогих: цена билета на дневное посещение самого дешёвого зала («Бронзовый») в 1987 году составляла 7 рублей, при этом выбора блюд не было. Ресторан был популярным туристическим объектом Москвы благодаря тому, что его кольцеобразные помещения совершали круговые вращения вокруг своей оси со скоростью один оборот в сорок минут.
За период работы ресторан посетили порядка 10 миллионов человек.
Ресторан функционировал непрерывно на протяжении 33 лет, до пожара 27 августа 2000 года, когда выгорели все три этажа и ресторан пришлось закрыть на длительную (шестнадцатилетнюю) реконструкцию.

## Реставрация
Пожар 2000 года полностью уничтожил интерьеры «Седьмого неба» и его восстановление затянулось на 16 лет: сперва у проекта не было инвестора, а затем препятствием стали введённые после пожара требования МЧС России, по которым одновременно на башне может находиться не более 50 посетителей.
В период с 28 августа 2000 по апрель 2012 года в залах ресторана был проведён целый ряд работ по повышению пожарной безопасности: были установлены новые системы водяного пожаротушения, все металлоконструкции подверглись обработке противопожарными составами, наружную обшивку и старые стеклопакеты заменили на новые. Также в ресторане полностью обновили систему вентиляции, кондиционирования, водоснабжения и т. д.

## Ресторанный комплекс «Седьмое небо» сегодня
В 2016 году два уровня ресторанного комплекса ― кофейня и кафе ― возобновили свою работу. В 2017 году открылся зал ресторана, но в 2020 году был снова закрыт из-за коронавирусных ограничений.
Ресторанный комплекс «Седьмое небо» на сегодняшний день состоит из трёх уровней: кофейни (отметка 334 метра), кафе (отметка 331 метр) и ресторана (отметка 328 метров).
Кофейня ― самая демократичная зона комплекса. Здесь ежедневно с 10:30 утра можно перекусить выпечкой, десертами, круассанами, пирогами, выпить чая или кофе, алкогольных коктейлей, вина, пива, сидра. В кофейне 70 посадочных мест, бронирование не требуется. Главная особенность кофейни — круговая барная стойка вдоль окон, за которыми открываются виды с высоты 334 метров над землей.
С четверга по воскресенье с 11:00 начинает работать кафе, где подают закуски, салаты, супы, горячие блюда, десерты, мороженое. Из напитков предлагают вино, аперитивы и дижестивы, подборку крепкого алкоголя, соки, лимонады, чай, кофе. В кафе 62 посадочных места, бронирование столиков не требуется.
С 12:00 начинает работать ресторан. В ресторане 48 посадочных мест, имеются столики на 2-х и 4-х посетителей. Бронирование столиков не осуществляется — посетители ожидают свободных мест в порядке общей очереди.

## В культуре
Нам пить осталось так немного,
Уж мы теперь совсем не те,
У ресторанного порога
На ненормальной высоте!…Георгий Милляр
- С посещения главными героями ресторана начинается сюжет советского фильма «Седьмое небо» 1971 года.
- Новогодний «Голубой огонёк» 1967/68 года был посвящён Останкинской телебашне и снимался в студии, декорированной под «Седьмое небо».
- Упоминается в фильме «Ирония судьбы, или С лёгким паром!» (1975):— Олег, между прочим, предлагает встречать Новый год в ресторане Останкинской башни. Он вращается.
— Кто?
— Ресторан вращается.
- Виктор Балашов и Ангелина Вовк вели до 1996 года программу «Седьмое небо» с телебашни.
- Фабрика «Красный Октябрь» выпускала шоколад «Седьмое небо» с видами телебашни.